# Kurt Koch
Kurt Koch (ur. 15 marca 1950 w Emmenbrücke (kanton Lucerna)) – szwajcarski duchowny rzymskokatolicki, doktor nauk teologicznych, biskup diecezjalny Bazylei w latach 1995–2010, arcybiskup ad personam od 2010, prefekt Dykasterii ds. Popierania Jedności Chrześcijan od 2010 (do 2022 Papieskiej Rady ds. Popierania Jedności Chrześcijan), kardynał od 2010 (najpierw w stopniu diakona, w 2021 promowany do stopnia prezbitera).

## Życiorys
Święcenia kapłańskie przyjął 20 czerwca 1982. Jest doktorem teologii. Dnia 21 sierpnia 1995 mianowany został biskupem rodzinnej diecezji Bazylea. Był to wówczas trudny okres dla diecezji, gdyż jego poprzednik bp Hansjörg Vogel ustąpił, gdy okazało się, że w niedługim czasie zostanie ojcem dziecka. Sakrę przyjął 6 stycznia 1996 z rąk papieża Jana Pawła II. 
Zasłynął m.in. z wywiadu udzielonego w 2006 dla gazety Neue Zürcher Zeitung, w którym poparł muzułmanów w ich staraniach o uzyskiwanie pozwoleń na budowę w Szwajcarii minaretów przy meczetach, apelując jednocześnie o wolność wyznawania wiary w krajach muzułmańskich dla chrześcijan. 
W lipcu 2007 bronił też stwierdzenia deklaracji Dominus Iesus, wydanej przez Kongregację Nauki Wiary, która w p. 17 tłumaczyła wyrażenie «subsistit in» z Konstytucji Soborowej Lumen gentium, 22:

Istnieje zatem jeden Kościół Chrystusowy, który trwa /(łac.) subsistit/ w Kościele katolickim rządzonym przez Następcę Piotra i przez biskupów w łączności z nim. Kościoły, które nie będąc w pełnej wspólnocie z Kościołem katolickim, pozostają jednak z nim zjednoczone bardzo ścisłymi więzami, jak sukcesja apostolska i ważna Eucharystia, są prawdziwymi Kościołami partykularnymi. Dlatego także w tych Kościołach jest obecny i działa Kościół Chrystusowy, chociaż brak im pełnej komunii z Kościołem katolickim, jako że nie uznają katolickiej nauki o prymacie, który Biskup Rzymu posiada obiektywnie z ustanowienia Bożego i sprawuje nad całym Kościołem. Natomiast Wspólnoty kościelne, które nie zachowały prawomocnego Episkopatu oraz właściwej i całkowitej rzeczywistości eucharystycznego misterium, nie są Kościołami w ścisłym sensie; jednak ochrzczeni w tych wspólnotach są przez chrzest wszczepieni w Chrystusa i dlatego są w pewnej wspólnocie, choć niedoskonałej, z Kościołem  (Dominus Iesus, 17).

Szwajcarski biskup przyznał też, że dokument mógł się jawić jako raniący dla protestantów i ekumenicznie nastawionych katolików. Biskup Koch powiedział też, że dokument i jego recepcja pokazały różnice w zadaniach, jakie stawiają wobec ruchu ekumenicznego katolicy i prawosławni z jednej strony, a protestanci z drugiej.
Bronił też schorowanego Jana Pawła II przed atakami szwajcarskich intelektualistów i teologów, którzy domagali się jego rezygnacji z powodu choroby. W latach 2007–2010 był przewodniczącym Konferencji Episkopatu Szwajcarii.
1 lipca 2010 papież Benedykt XVI mianował go następcą kardynała Waltera Kaspera jako przewodniczącego Papieskiej Rady ds. Popierania Jedności Chrześcijan. Został jednocześnie podniesiony do rangi arcybiskupa. Na konsystorzu 20 listopada 2010 papież Benedykt XVI kreował go kardynałem, nadając mu tytuł diakona Nostra Signora del Sacro Cuore a Piazza Navona.
Brał udział w konklawe 2013, które wybrało papieża Franciszka oraz w konklawe 2025, które wybrało papieża Leona XIV.
3 maja 2021 podniesiony przez papieża Franciszka do rangi kardynała prezbitera z zachowaniem tytułu na zasadzie pro hac vice.
3 czerwca 2022 uzyskał tytuł doktora honoris causa Uniwersytetu Opolskiego.

## Odznaczenia
- Krzyż Komandorski Orderu Gwiazdy Rumunii (Rumunia, 2012)[10]